# RM 5101 und 5102
Die Akkumulatortriebwagen RM 5101 und 5102 waren Versuchsfahrzeuge, die von der italienischen Bahngesellschaft Società per le Strade Ferrate del Mediterraneo, Betreiber der Rete Mediterranea, ab 1899 in Betrieb genommen wurden. Sie gelten als die ersten elektrischen Eisenbahnfahrzeuge Italiens und wurden auf der Bahnstrecke Chiasso–Mailand zwischen Mailand und Monza eingesetzt.
Der wagenbauliche Teil wurde von dem Fahrzeugbauer Grondona, Comi & C. in Mailand (später in der Officine Meccaniche aufgegangen) erstellt, die Akkumulatoren und der elektrische Teil von der Firma P. Henserberger in Monza, einer Tochter der Schuckert & Co., geliefert. 
Aufgrund von Problemen wurden die Fahrzeuge schon 1904 wieder ausgemustert.
Ein Fahrzeug war an der Weltausstellung Paris 1900 ausgestellt.